# Нежин
Нежин (на украински: Ніжин) е град в Черниговска област, Украйна.
Населението му е около 73 000 жители (2013). Намира се в часова зона UTC+2. Основан е през 993 г., а получава статут на град през 1625 г.
В началото на XIX век в Нежин има общност на гръцки и български търговци, ползващи се със значителни привилегии. Някои от тях развиват мащабна дейност, търгувайки с Балканите и Централна Европа. Сред тях известно време живее и Иван Денкоглу, дарител на българското просветно движение.

## Забележителности
- Михайловска църква